# Ruillé-sur-Loir
Ruillé-sur-Loir és un municipi francès situat al departament del Sarthe i a la regió de País del Loira. L'any 2007 tenia 1.202 habitants.

## Demografia

### Població
El 2007 la població de fet de Ruillé-sur-Loir era de 1.202 persones. Hi havia 499 famílies de les quals 174 eren unipersonals (55 homes vivint sols i 119 dones vivint soles), 190 parelles sense fills, 111 parelles amb fills i 24 famílies monoparentals amb fills.
La població ha evolucionat segons el següent gràfic:
Habitants censats

### Habitatges
El 2007 hi havia 666 habitatges, 501 eren l'habitatge principal de la família, 134 eren segones residències i 31 estaven desocupats. 617 eren cases i 45 eren apartaments. Dels 501 habitatges principals, 367 estaven ocupats pels seus propietaris, 121 estaven llogats i ocupats pels llogaters i 14 estaven cedits a títol gratuït; 29 tenien una cambra, 38 en tenien dues, 122 en tenien tres, 149 en tenien quatre i 164 en tenien cinc o més. 375 habitatges disposaven pel capbaix d'una plaça de pàrquing. A 241 habitatges hi havia un automòbil i a 185 n'hi havia dos o més.

### Piràmide de població
La piràmide de població per edats i sexe el 2009 era:
| Homes | Edats   | Dones |
| ----- | ------- | ----- |
| 0     | 95 o +  | 12    |
| 0     | 90 a 94 | 32    |
| 8     | 85 a 89 | 32    |
| 28    | 80 a 84 | 28    |
| 52    | 75 a 79 | 68    |
| 24    | 70 a 74 | 60    |
| 40    | 65 a 69 | 56    |
| 24    | 60 a 64 | 24    |
| 36    | 55 a 59 | 28    |
| 28    | 50 a 54 | 36    |
| 76    | 45 a 49 | 68    |
| 28    | 40 a 44 | 28    |
| 40    | 35 a 39 | 36    |
| 20    | 30 a 34 | 28    |
| 36    | 25 a 29 | 24    |
| 36    | 20 a 24 | 28    |
| 60    | 15 a 19 | 24    |
| 44    | 10 a 14 | 12    |
| 20    | 5 a 9   | 24    |
| 28    | 0 a 4   | 0     |

## Economia
El 2007 la població en edat de treballar era de 650 persones, 441 eren actives i 209 eren inactives. De les 441 persones actives 400 estaven ocupades (214 homes i 186 dones) i 42 estaven aturades (16 homes i 26 dones). De les 209 persones inactives 84 estaven jubilades, 78 estaven estudiant i 47 estaven classificades com a «altres inactius».

### Ingressos
El 2009 a Ruillé-sur-Loir hi havia 486 unitats fiscals que integraven 1.043,5 persones, la mediana anual d'ingressos fiscals per persona era de 17.320 €.

### Activitats econòmiques
Dels 46 establiments que hi havia el 2007, 2 eren d'empreses alimentàries, 5 d'empreses de fabricació d'altres productes industrials, 6 d'empreses de construcció, 8 d'empreses de comerç i reparació d'automòbils, 3 d'empreses de transport, 3 d'empreses d'hostatgeria i restauració, 1 d'una empresa d'informació i comunicació, 1 d'una empresa financera, 2 d'empreses immobiliàries, 6 d'empreses de serveis, 5 d'entitats de l'administració pública i 4 d'empreses classificades com a «altres activitats de serveis».
Dels 13 establiments de servei als particulars que hi havia el 2009, 1 era una oficina de correu, 1 funerària, 4 tallers de reparació d'automòbils i de material agrícola, 1 paleta, 1 guixaire pintor, 2 fusteries, 1 lampisteria, 1 perruqueria i 1 restaurant.
Dels 6 establiments comercials que hi havia el 2009, 1 era una botiga de més de 120 m², 1 una fleca, 2 carnisseries, 1 una botiga de roba i 1 una floristeria.
L'any 2000 a Ruillé-sur-Loir hi havia 48 explotacions agrícoles que ocupaven un total de 2.016 hectàrees.

## Equipaments sanitaris i escolars
El 2009 hi havia 1 centre de salut i 1 farmàcia.
El 2009 hi havia 1 escola elemental i 1 escola elemental integrada dins d'un grup escolar amb les comunes properes formant una escola dispersa.

## Poblacions més properes
El següent diagrama mostra les poblacions més properes.